# رينيه روسو
رينيه روسو (بالإنجليزية: Rene Russo) مواليد 17 فبراير 1954 في كاليفورنيا، الولايات المتحدة، هي ممثلة أمريكية بدأت مسيرتها الفنية عام 1972.

## Filmography
| Year      | Title                     | Role                              | Notes |
| --------- | ------------------------- | --------------------------------- | --- |
| 1987–1988 | Sable                     | Eden Kendell                      | TV series, 7 episodes |
| 1989      | Major League ‏             | Lynn Wells                        | |
| 1990      | Mr. Destiny               | Cindy Jo Bumpers/Burrows          | |
| 1991      | One Good Cop              | Rita Lewis                        | |
| 1992      | Freejack                  | Julie Redlund                     | Nominated—جائزة زحل لأفضل ممثلة مساعدة [الإنجليزية] |
| 1992      | Lethal Weapon 3           | LAPD Sgt. Lorna Cole              | Nominated—جائزة إم تي في لأفضل قبلة (shared with ميل غيبسون) |
| 1993      | في خط النار (فيلم)        | Secret Service Agent Lilly Raines | |
| 1994      | Major League II           | Lynn Wells                        | Cameo |
| 1995      | التفشي                    | Robby Keough                      | |
| 1995      | القبض على شورتي           | Karen Flores                      | Nominated—جائزة نقابة ممثلي الشاشة عن الأداء المتميز من قبل الممثلين في السينما [الإنجليزية] |
| 1996      | Tin Cup                   | Dr. Molly Griswold                | |
| 1996      | فدية                      | Kate Mullen                       | |
| 1997      | Buddy                     | Mrs. Gertrude "Trudy" Lintz ‏      | |
| 1998      | Lethal Weapon 4           | Lorna Cole-Riggs                  | بلوك باستر (شركة) |
| 1999      | The Thomas Crown Affair ‏  | Catherine Olds Banning            | Nominated—بلوك باستر (شركة) |
| 2000      | مغامرات روكي و بولوينكل   | Natasha Fatale                    | Nominated—جائزة زحل لأفضل ممثلة مساعدة [الإنجليزية] |
| 2002      | Big Trouble ‏              | Anna Herk                         | |
| 2002      | شوتايم                    | Chase Renzi                       | |
| 2005      | اثنان من أجل المال (فيلم) | Toni Morrow                       | Also executive producer |
| 2005      | Yours, Mine and Ours ‏     | Helen North                       | |
| 2011      | ثور (فيلم)                | فريغا ‏                            | |
| 2013      | ثور: العالم المظلم        | Frigga                            | |
| 2014      | المتسلل ليلا              | Nina Romina                       | AARP Award for Best Supporting Actress ‏ San Diego Film Critics Society Award for Best Supporting Actress Nominated—جائزة بافتا لأفضل ممثلة في دور ثانوي Nominated—Awards Circuit Community Award for Best Supporting Actress ‏ Nominated—Denver Film Critics Society Award for Best Supporting Actress ‏ Nominated—Detroit Film Critics Society Award for Best Supporting Actress ‏ Nominated—جمعية نقاد السينما في جورجيا Nominated—Los Angeles Film Critics Association Award for Best Supporting Actress (2nd place) Nominated—جائزة الجمعية الوطنية للنقاد السينمائيين لأفضل ممثلة مساعدة [الإنجليزية] (3rd place) Nominated—كارولاينا الشمالية Nominated—Online Film & Television Association Award for Best Supporting Actress ‏ Nominated—Village Voice Film Poll for Best Supporting Actress ‏ |
| 2015      | Frank and Cindy           | Cindy                             | Post-Production |
| 2015      | المتدرب                   |                                   | Post-Production |

## وصلات خارجية
- رينيه روسو على موقع IMDb (الإنجليزية)
- رينيه روسو على موقع روتن توميتوز (الإنجليزية)
- رينيه روسو على موقع مونزينجر (الألمانية)
- رينيه روسو على موقع قاعدة بيانات الأفلام العربية
- رينيه روسو على موقع ألو سيني (الفرنسية)
- رينيه روسو على موقع أول موفي (الإنجليزية)
- رينيه روسو على موقع بوكس أوفيس موجو (الإنجليزية)
- رينيه روسو على موقع قاعدة بيانات الأفلام السويدية (السويدية)
- رينيه روسو على موقع إن إن دي بي (الإنجليزية)
- رينيه روسو على موقع ديسكوغز (الإنجليزية)
- interview, 10/05, About.com
- interview, 10/07/05, MovieWeb

- رينيه روسو على موقع IMDb (الإنجليزية)
- رينيه روسو على موقع روتن توميتوز (الإنجليزية)
- رينيه روسو على موقع مونزينجر (الألمانية)
- رينيه روسو على موقع قاعدة بيانات الأفلام العربية
- رينيه روسو على موقع ألو سيني (الفرنسية)
- رينيه روسو على موقع أول موفي (الإنجليزية)
- رينيه روسو على موقع بوكس أوفيس موجو (الإنجليزية)
- رينيه روسو على موقع قاعدة بيانات الأفلام السويدية (السويدية)
- رينيه روسو على موقع إن إن دي بي (الإنجليزية)
- رينيه روسو على موقع ديسكوغز (الإنجليزية)
- interview, 10/05, About.com
- interview, 10/07/05, MovieWeb